# UC 95
UC 95 war ein U-Boot der Kaiserlichen Marine vom Typ UC III, das im Ersten Weltkrieg eingesetzt wurde.

## Geschichte
Das Boot wurde in Hamburg bei Blohm & Voss mit der Baunummer 329 gebaut und lief am 19. Februar 1918 vom Stapel. Am 16. September konnte es unter dem Kommando von Oberleutnant zur See Curt von Reiche in Dienst gestellt werden. UC 95 kam jedoch nicht mehr zum Einsatz auf einer Feindfahrt und musste entsprechend der Bestimmungen des Waffenstillstandes an die Entente ausgeliefert werden. Am 22. November 1918 verließ das Boot daher Deutschland in Richtung Großbritannien. 1922 wurde es in Fareham abgewrackt.